# Carolyn of the Corners
Carolyn of the Corners és una pel·lícula muda de la Pathé Exchange dirigida per Robert Thornby i protagonitzada per Bessie Love, Charles Edler i Charlotte Mineau. Basada en la novel·la homònima de Ruth Belmore Endicott, es va estrenar el 9 de març de 1919. Es considera una pel·lícula perduda.

## Argument
A la petita Carolyn May Cameron li expliquen que els seus pares s'han ofegat mentre navegaven en una missió de guerra. L’oncle de Carolyn, en saber la notícia, ofereix la seva llar a la seva neboda que, juntament amb al seu gos Prince, deixa el pis de la família a Harlem per anar-hi a viure. L'oncle és un home solter, madur i rondinaire, que de jove va tenir una història d'amor amb Amanda Parlow que va acabar malament. Viu amb la seva governanta, la "tia Rose" Kennedy, en un petit poble de Nova Anglaterra, i té una botiga. Carolyn es fa amiga d'Amanda i a poc a poc aconsegueix suavitzar el caràcter del seu oncle. Carolyn passa uns dies de vacances amb Amanda a les muntanyes i mentre visiten un amic malalt esclata un incendi forestal. L'oncle Joe les rescata i això provoca que reneixi l’amor entre ells dos que decideixen casar-se.
Quan s'acosta el dia del casament, la nena que creu que acabarà sent abandonada, empaqueta les seves poques pertinences i agafa un tren de tornada Harlem. L'oncle Joe i Amanda la persegueixen desesperats. En arribar a la casa que havia deixar l'any anterior la tristesa s'apodera d’ella però l'endemà al matí es produeix una alegria general quan arriben els oncles arriben a la casa i es troben que també hi acaben d’arribar els pares de la nena. Aquests havien sobreviscut al naufragi però havien tardat tot aquell temps en poder tornar al país.

## Repartiment
- Bessie Love (Carolyn May Cameron)
- Charles Edler (Joe Stagg)
- Charlotte Mineau (Amanda Parlow)
- Eunice Moore ("tieta Rose" Kennedy)
- Prince (el gos de Carolyn)